# Pfarrhaus (Pfuhl)

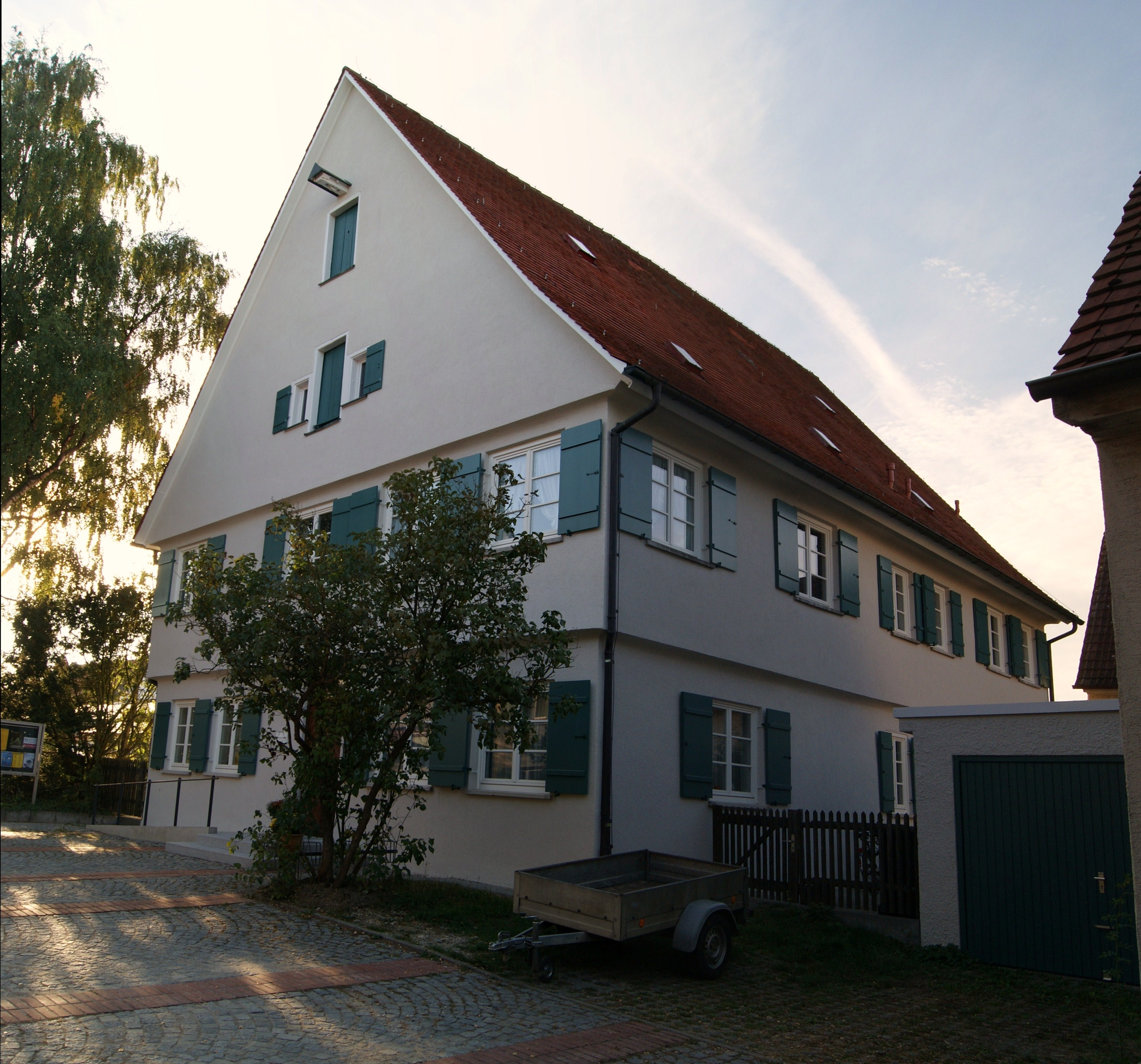
Pfarrhaus in Pfuhl

Das Pfarrhaus in Pfuhl, einem Stadtteil von Neu-Ulm im bayerischen Regierungsbezirk Schwaben, wurde 1655 errichtet. Das Pfarrhaus an der Griesmayerstraße 63 ist ein geschütztes Baudenkmal.
Der zweigeschossige, verputzte Fachwerkbau mit Satteldach und vorkragendem Ober- und Giebelgeschoss wurde von Joseph Furttenbach, Stadtbaumeister in Ulm, errichtet. Im 18. Jahrhundert wurde der Dachstuhl erneuert.